# Lycium glomeratum
Lycium glomeratum ist eine Pflanzenart aus der Gattung der Bocksdorne (Lycium) in der Familie der Nachtschattengewächse (Solanaceae).

## Beschreibung
Lycium glomeratum ist ein aufrechter Strauch oder kleiner Baum, der Wuchshöhen von 3 bis 10 m erreicht. Die Laubblätter sind unbehaart und werden 10 bis 120 mm lang, sowie 5 bis 44 mm breit.
Die Blüten sind zwittrig und vier- oder fünfzählig. Der Kelch ist glockenförmig und unbehaart. Die Kelchröhre wird 1,5 bis 3 mm lang und ist mit 0,3 bis 1 mm langen Kelchzipfeln besetzt. Die Krone ist trichterförmig und weiß gefärbt, die Kronröhre ist 4,5 bis 5,5 mm lang, die Kronlappen 2 bis 3 mm. Die Staubfäden sind 2,5 bis 4,5 mm oberhalb der Basis dicht mit feiner Behaarung versehen.
Die Frucht ist eine dunkel purpurne, kugelförmige Beere, die 3 bis 4 mm lang und 3,5 bis 4 mm breit wird. Sie enthält je Fruchtknotenfach 10 bis 20 Samen.

## Vorkommen
Die Art ist in den argentinischen Provinzen Alagoas, Santa Cruz und Misiones, sowie in Paraguay (Alto Parana), Bolivien und Brasilien verbreitet.

## Belege
- J.S. Miller und R.A. Levin: Lycium glomeratum. In: Project Lycieae